# Barinas (oraș)
Barinas este capitala statului Barinas, un oraș din Venezuela, cu o suprafață de 322,71 km², la recensământul din 2010 populația a fost 353.442 locuitori. 
Barinas fondat în 1577 de căpitanul Juan Andres Varela din ordinul guvernatorului  Francisco de Cáceres, care e fondat orașul din Anzi.
În 1786 statul Barinas a fost stabilit pe teritoriul statelor actuale Barinas și Apure. Orașul a devenit capitala statului și un bastion important al patrioților în timpul Războiul de Independență al Venezuelei. Cristóbal Mendoza, primul președinte al Venezuelei a trăit executându-și mandatul în acest oraș.